# Alfredas Bumblauskas
Alfredas Bumblauskas, né le 18 novembre 1956 à Telšiai, est professeur à l'université de Vilnius et l'un des historiens lituaniens les plus connus.

## Biographie
Après avoir été diplômé de l'école secondaire Žemaitė, dans la ville lituanienne de Telšiai, il rejoint l'université de Vilnius en 1974. Il obtint son doctorat en 1987 et fut guidé par l'historien Edvardas Gudavičius. Autrefois doyen de la faculté d'histoire, il dirige maintenant le département de la théorie de l'histoire et de l'histoire culturelle à l'université de Vilnius. Il participe également à plusieurs émissions télévisées culturelles et fut invité à l'université d'Helsinki, l'université de Graz et l'université de Varsovie.

## Distinctions et prix
- Officier de l'ordre du Mérite de la République de Pologne, 1999
- Chevalier de l'ordre de Vytautas le Grand, 2003
- Prix national de la Lituanie pour la culture et l'art, 1998
- Prix Simonas Daukantas, 1999